# Borne armoriée de La Charmée
La borne armoriée de La Charmée est une borne située sur le territoire de la commune de La Charmée dans le département français de Saône-et-Loire et la région Bourgogne-Franche-Comté.

## Historique
Elle fait l'objet d'un classement au titre des monuments historiques depuis le 20 septembre 1927.